# Rémy Weber
Pour les articles homonymes, voir Weber.
Rémy Weber, né le 18 novembre 1957 à Strasbourg, est un banquier et dirigeant d'entreprise français. Il est notamment président du directoire de La Banque postale de 2013 à 2020 .

## Biographie

### Études
Rémy Weber (de son vrai nom Raymond Ernest Weber) est diplômé de l'IEP d'Aix-en-Provence en 1979 et d'HEC en 1982.

### Carrière
Rémy Weber commence sa carrière à la Banque française du commerce extérieur (BFCE) en 1983. Il rejoint l’administration en 1987 en tant que chargé de mission au service des Affaires internationales de la direction du Trésor, avant de réintégrer la BFCE en 1990 comme directeur adjoint chargé d’opérations d’investissements et de fusions acquisitions. 
En 1993, il rejoint la Lyonnaise de banque, alors filiale du Crédit industriel et commercial, dont il est successivement directeur régional, secrétaire général en 1994, directeur de l’exploitation en 1996, directeur général adjoint en 1997, puis directeur général en 1999. 
En 2002, Rémy Weber devient président-directeur général de CIC-Lyonnaise de Banque, membre du directoire du groupe CIC de 2002 à 2010, puis membre du comité exécutif, qui remplace le directoire, du groupe CIC. 
Le 15 octobre 2013, Rémy Weber devient président du directoire de La Banque postale. Il est parallèlement directeur général adjoint du groupe La Poste et membre du comité exécutif.
Sept ans plus tard, le mercredi 22 juillet 2020, La Banque Postale annonce dans un communiqué que Rémy Weber quitte la présidence du directoire le 3 août 2020 ; « Il se serait bien vu exercer la fonction [de patron de CNP assurances] lui-même, en plus de son poste de président du directoire de la banque. Il n'a pas eu gain de cause. ».
Le 22 juillet 2020 Rémy Weber quitte la présidence du directoire de La Banque postale pour cause de "divergence de vue". Le désaccord porterait sur la gouvernance de CNP Assurances, acquise par la Banque postale en mars de la même année.

## Distinctions
Rémy Weber est chevalier dans l'ordre national de la Légion d'honneur et chevalier des Arts et des Lettres.